# Maria Veiga Amado
Maria Veiga Amado (9 de outubro de 1905 — 6 de maio de 2018) foi uma supercentenária cabo-verdiana que atualmente não foi verificada pelo Gerontology Research Group.

## Biografia
Maria afirma ter nascido em 9 de outubro de 1905, na localidade de Piquinho, zona centro da ilha do Fogo. Ela teve seis filhos (quatro meninas, um menino), dos quais a filha mais velha com 83 anos e a mais nova com 66 anos. A sua neta mais velha tem 65 anos e o seu primeiro trineto 14 anos.
Em seu aniversário de 110 anos, ela tinha 23 netos, 65 bisnetos e 33 tataraneto-netos. Ela vive atualmente em São Filipe.
Em 9 de outubro de 2017, Maria comemorou seu 112.º aniversário.